# Чамберлин, Бет
Бет Чамберлин (англ. Beth Chamberlin; род. 1 октября 1963, Danville, Вермонт) — американская телевизионная актриса. Она наиболее известна благодаря своей роли Бет Рейнс Сполдинг в дневной мыльной опере «Направляющий свет».

## Биография
Бет Чамберлин родилась в 1963 году. Сначала училась в Американском театре балета, затем поступила в Нью-Йоркский университет.
Чамберлин снималась в мыльной опере «Направляющий свет» на протяжении двух десятилетий, с 1989 по 2009 год, вплоть до закрытия шоу. Эта роль принесла ей номинацию на Дневную премию «Эмми», а также две на «Дайджест мыльных опер».
Чамберлин также появилась в ряде прайм-тайм сериалов, в том числе «Коломбо», «Кашемировая мафия», «Закон и порядок: Специальный корпус» и «Голубая кровь». Помимо актёрской профессии она выпустила книгу о своей работе в мыльной опере, а также снималась в рекламе и работала балериной.

## Личная жизнь
В 1994 году вышла замуж за доктора Питера Роя. В 2005 году у них родился сын.

## Фильмография
| Год       |    | Русское название                    | Оригинальное название             | Роль                               |
| --------- | -- | ----------------------------------- | --------------------------------- | ---------------------------------- |
| 1989      | ф  | Большая картина                     | The Big Picture                   | стюардесса                         |
| 1989—2009 | с  | Направляющий свет                   | Guiding Light                     | Бет Рейнс Сполдинг                 |
| 1990      | ф  | —                                   | Best Shots                        | блондинка                          |
| 1992      | с  | Шёлковые сети                       | Silk Stalkings                    | Бет Рейнс                          |
| 1992      | с  | Коломбо                             | Columbo                           | Синди                              |
| 1993      | с  | Дни нашей жизни                     | Days of Our Lives                 | Нэнси Трент                        |
| 1998      | ф  | —                                   | The Right Way                     | н/д                                |
| 2002      | тф | —                                   | A Wedding Story: Josh and Reva    | Бет Рейнс                          |
| 2008      | с  | Кашемировая мафия                   | Cashmere Mafia                    | Синтия Тейт                        |
| 2010      | с  | —                                   | Steamboat                         | Табита                             |
| 2010      | с  | —                                   | Cell: The Web Series              | Бренда                             |
| 2011—2017 | с  | Закон и порядок: Специальный корпус | Law & Order: Special Victims Unit | Гвендолин Гейтс / Джорджия Стэнтон |
| 2013      | с  | Голубая кровь                       | Blue Bloods                       | Эми Сибрук                         |
| 2013      | ки | —                                   | Grand Theft Auto V                | Эбигейл Мэтерс                     |
| 2013      | тф | Убийство на Манхэттене              | Murder in Manhattan               | Шейла Рамси                        |
| 2014      | тф | —                                   | Wall Street                       | Молли Конклин                      |
| 2015      | с  | Медики Чикаго                       | Chicago Med                       | Кортни Коул                        |
| 2018      | с  | Власть в ночном городе              | Power                             | Вивиан Мурхед                      |
| 2018      | с  | Карточный домик                     | House of Cards                    | Табита Питерс                      |
| 2019      | с  | ФБР                                 | FBI                               | Мартина                            |
| 2020      | с  | Миллиарды                           | Billions                          | Лиза                               |